# Vlaams Belang
Vlaams Belang (nederlandsk: flamsk interesse ) er et belgisk (flamsk) højreekstremistisk[kilde mangler] og nationalkonservativt politisk parti, der blev grundlagt i 2004. Partiets leder er siden 2014 Tom Van Grieken.
I 2004 blev partiet Vlaams Blok dømt for at sprede racisme. I stedet at forsøge at få dommen omstødt besluttede lederne af Vlaams Blok at nedlægge partiet for i stedet at oprette Vlaams Belang.[kilde mangler] Det nye parti overtog det gamle partis program, dog med undtagelse af de punkter, der udgjorde grundlaget for racismedommen.[kilde mangler]
| Politisk parti | Spire Denne artikel om et politisk parti eller gruppe er en spire som bør udbygges. Du er velkommen til at hjælpe Wikipedia ved at udvide den. |